# راسيل سولومون
راسيل سولومون (بالإنجليزية: Russell Solomon)‏ هو شخصية أعمال أمريكي، ولد في 22 سبتمبر 1925 في سان فرانسيسكو في الولايات المتحدة، وتوفي في 4 مارس 2018 في ساكرامنتو في الولايات المتحدة.